# جيمس جاي ناش
جيمس جاي نـاش (بالإنجليزية: James J. Nash) هو عسكري أمريكي، ولد في 1875 في لويفيل في الولايات المتحدة، وتوفي في 11 يونيو 1927.